# Маріка синьогуза
Ма́ріка синьогуза (Cinnyris mediocris) — вид горобцеподібних птахів родини нектаркових (Nectariniidae). Мешкає в Кенії і Танзанії. Узамбарські і східні маріки раніше вважалися підвидами синьогузої маріки.

## Опис
У дорослих самців голова і верхня частина тіла зелені, металево-блискучі. Крила і хвіст темні. На грудях червоний "комірець", живіт оливковий. Дзьоб вигнутий, пристосований до живлення нектаром. У дорослих самиць верхня частина тіла оливкова, крила коричневі, нижня частина тіла жовтувато-зелена.

## Поширення й екологія
Синьогузі маріки поширені в горах Кенії і північної Танзанії. Вони живуть у вологих гірських тропічних лісах, високогірних чагарникових заростях, на гірських луках і в садах. Зустрічаються на висоті від 600 до 1500 м над рівнем моря. В негнізовий період мігрують в долини.

## Поведінка
Синьогузі маріки зустрічаються поодинці, парами або в змішаних зграях птахів разом з білоголовими слотняками. Живляться нектаром, комахами, павуками й дрібними слимаками.